# メタモルフォーゼ (工藤静香の曲)
「メタモルフォーゼ」(metamorphose) は、工藤静香の通算14枚目のシングル。1991年10月23日にポニーキャニオンから発売された。

## 概要
前作「Please」から5か月ぶりにリリースされたシングル。タイトルの ″メタモルフォーゼ″ には、″変形させる″、″変身する″ などの意味がある。
表題曲は、工藤本人も出演したフジテレビ系ドラマ『なんだらまんだら』の主題歌として採用された。工藤のシングル曲が連続テレビドラマのテーマソングに使用されるのは初めてのこととなった。この曲で、第42回NHK紅白歌合戦に出場（4回目）。対戦相手は初出場のSMAPであった。当時、紅組司会の浅野ゆう子は工藤を ″しーちゃん″ と呼んでおり大変仲がよく、二人で雑誌の取材を受けたこともあった。
テレビで歌う際は帽子を被って歌うことが多く、間奏ではその帽子を使ったパフォーマンスを行っていた。
カップリング曲の「Ri･a･ru」は工藤自身が作詞を手掛けている。

## 収録曲
1. メタモルフォーゼ（4分15秒）　
作詞：松井五郎 / 作曲：後藤次利 / 編曲：後藤次利・門倉聡
2. Ri･a･ru（4分50秒）　
作詞：愛絵理 / 作曲・編曲：後藤次利
3. メタモルフォーゼ（less vocal）

## 収録アルバム
- メタモルフォーゼ
  - intimate
  - Super Best
  - She Best of Best
  - ミレニアム・ベスト
  - Shizuka Kudo 20th Anniversary the Best
  - A-40 メランコリック・ラブソングス 〜泣きたい人に贈るセツナ系ソング集〜

※オリジナルアルバム未収録
- Ri・a・ru
  - 20th Anniversary B-side collection

## 関連人物
- 松井五郎
- 後藤次利
- 森光子